# Lambada
Lambada är en snabb, sensuell brasiliansk dans för par eller grupper. Dansen utvecklades under sent 1980-tal ur andra brasilianska dansstilar. Dansen har föregångare som forró, sayas, maxixe och carimbó.
Ordet "lambada" är brasiliansk portugisiska för "piskning", "prygel" och syftar på den snärt som uppkommer då de dansandes höfter möts.

## Låten
Lambada blev även en hitlåt 1989, även känd som Chorando Se Foi (Lambada) och inspelad av den franska popgruppen Kaoma och den brasilianska sångerskan Loalwa Braz. Den släpptes som den första singeln från Kaomas debutalbum Worldbeat.